# Niko Belopavlovič
Niko Belopavlovič, slovenski politik in športni funkcionar, * 18. maj 1921, Hrast pri Jugorju, 1. april 2012, Ljubljana.

## Življenje in delo
Po okupaciji Kraljevine Jugoslavije se je pridružil narodnoosvobodilni borbi. Deloval je predvsem v Skoju, v okviru katerega je bil sekretar in predsednik okrožnega komiteja za Belo krajino in organizacijski sekretar pokrajinskega komiteja Skoja za Slovenijo ter organizator športnih aktivnosti na osvobojenem ozemlju. Med 1. in 3. oktobrom 1943 je bil kot delegat okrožja Bela krajina udeleženec Zbora odposlancev slovenskega naroda v Kočevju.
Po osvoboditvi je bil od 1947-1952 v Beogradu, kjer je 1949 končal višjo politično šolo Djuro Djaković in bil inštruktor Združene zveze protifašistične mladine Jugoslavije. Po vrnitvi v Slovenijo je opravljal vrsto pomembnih političnih funkcij v Mariboru, Črnomlju, Novem mestu in Ljubljani. Več mandatov je bil poslanec Skupščine Socialistične republike Slovenije in Zvezne skupščine SFRJ in član centralnega komiteja Komunistične partije Slovenije ter v letih 1966−1978 direktor Časopisno grafičnega podjetja Delo.
V vseh krajih službovanja je bil aktiven na področju telesne kulture in med ustanovitelji zadruge Elan v Begunjah na Goernjskem, ki se je pozneje razvila v tovarno športne opreme Elan. V letih 1963−1986 je bil predsednik komiteja Planica in zaslužen za razmah smučarskih poletov, več kot desetletje pa je bil tudi predsednik Smučarske zveze Slovenije. Za udeležbo v NOB je prejel partizansko spomenico, leta 1972 pa za razvoj smučanja Bloudkovo priznanje.